# Associação Desportiva do Bairro Craveiro Lopes
A Associação Desportiva do Bairro Craveiro Lopes (crioulo cabo-verdiano, ALUPEC: Asociacion Deportiva du Bairru)  é um clube multiesportivo da ilha de Santiago, Cabo Verde.

## Uniformes anteriores
As cores do uniforme principal são amarelo e vermelho. O segundo uniforme é vermelho.
| Uniforme titular até outubro de 2016 |

## Estádio

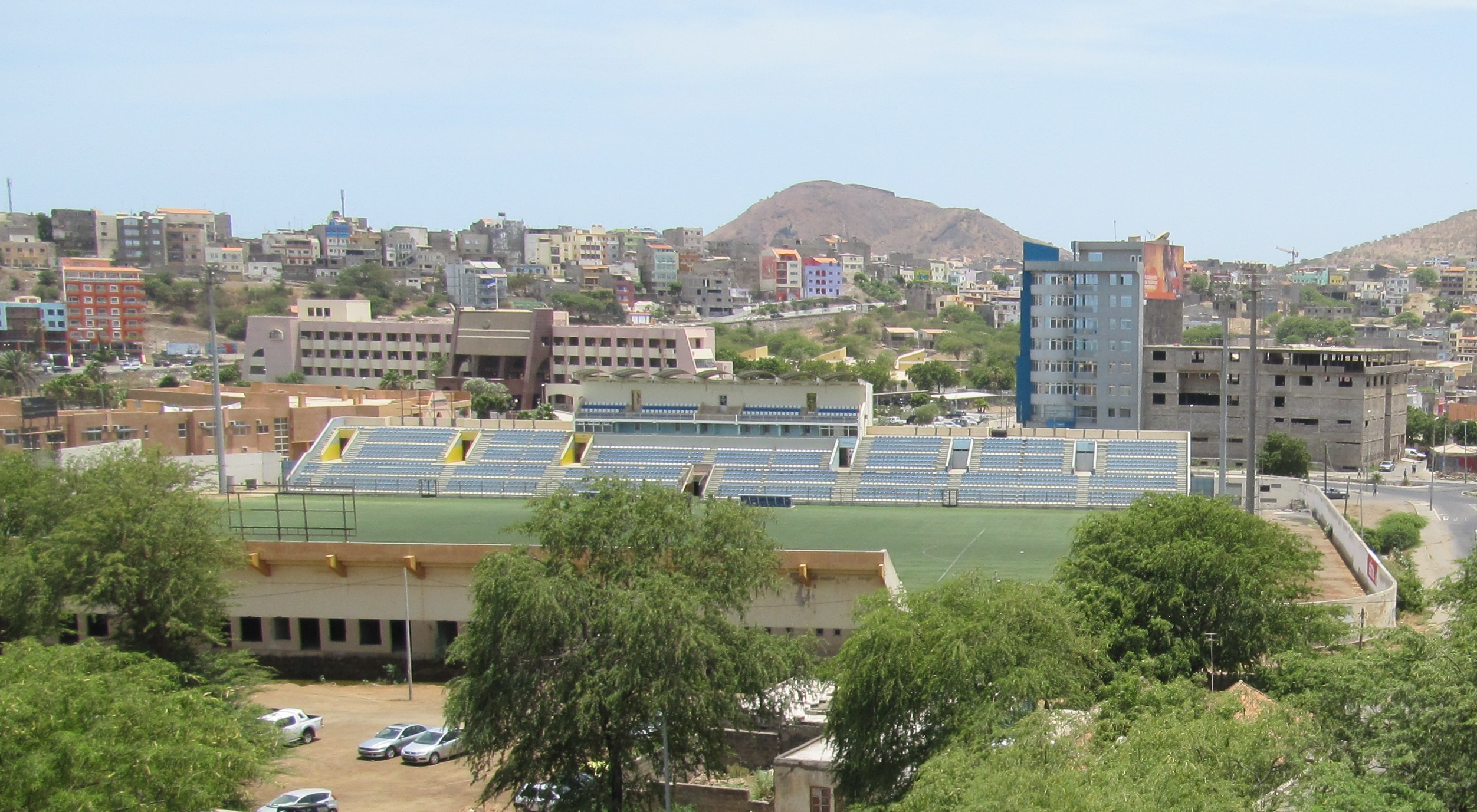
Estádio da Várzea

Os jogos são realizados no Estádio da Várzea, que também é utilizado por outros clubes populares, como Sporting da Praia, Boavista FC, CD Travadores, Académica da Praia, Vitória FC e Desportivo da Praia.
O clube treina tanto no próprio Estádio da Várzea quanto no Complexo Desportivo da Adega, localizado em Achada Grande Trás.

## Títulos
- Taça da Praia (Santiago Sul): 2

-1994/95
- 2011/12
- Super-taça de Santiago Sul: 1

- 2011/12

## Futebol

### Palmarès
| Escalão | Nº Presenças | Títulos | Melhor Classificação |
| I       | 1            | 0       | Campeão              |
| II      | 30-35        | 0       | 1a                   |

### Classificações

#### Nacionais
| Temporada | Div | Pos | Pts   | J | V | E | D | G.M. | G.S. | Diff. |
| 2008      | 1B  | 2   | 8 pts | 5 | 2 | 2 | 1 | 12   | 5    | +7    |

#### Regionais
| Temporada | Div | Pos | Pts    | J  | V  | E | D  | G.M. | G.S. | Diff. |
| 2007-08   | 2   | 2   | -      | -  | -  | - | -  | -    | -    | -     |
| 2013-14   | 2   | 7   | 16 pts | 18 | 4  | 4 | 10 | 13   | 23   | -10   |
| 2014-15   | 2   | 6   | 19 pts | 18 | 5  | 4 | 9  | 26   | 28   | -2    |
| 2015-16   | 2   | 5   | 41 pts | 22 | 11 | 8 | 3  | 26   | 13   | +13   |

## Estatísticas
- Melhor posição no Campeonato Nacional: 3.º lugar
- Melhor posição na Taça de Associação Regional: 1.º lugar
- Vitórias totais no Campeonato Nacional: 3
- Golos totais no Campeonato Nacional: 12
- Pontos totais no Campeonato Nacional: 8
- Melhor pontuação numa temporada do Campeonato Regional: 41 pontos (em 2016)

## Jogadores antigos
- Fufuco
- Kuca
- Tchesco
- Zé Piguita

## Presidentes
- Guto (Fernando Augusto Fernandes Ribeiro) - até outubro de 2016
- Carlos Sena Teixeira - desde fevereiro de 2017

## Treinadores
- Cley - outubro de 2016 a fevereiro de 2017
- Daniel Cardoso - desde fevereiro de 2017

## Ligação externo
- Site official
- «História de AD Bairro». Site do clube